# When the Flag Falls
When the Flag Falls è un cortometraggio muto del 1909. Il nome del regista non viene riportato nei credit del film.

## Trama
Durante la Rivoluzione Americana, una ragazza si introduce nel campo britannico per salvare il fidanzato, un corriere che è stato catturato e che sta per essere fucilato. Inscenando una finta esecuzione, riesce a salvarlo.

## Produzione
Il film fu prodotto dalla Lubin Manufacturing Company.

## Distribuzione
Distribuito dalla Lubin Manufacturing Company, il film - un cortometraggio in una bobina - uscì nelle sale cinematografiche statunitensi il 2 agosto 1909.